# Muhammad Siddiq Borgfeldt
Muhammad Siddiq Borgfeldt (* 1944 in Berlin-Pankow als Wolfgang Borgfeldt) ist ein deutscher Islamwissenschaftler und Vorsitzender des Vereins Haus des Islam (HDI) einer Mitgliedsorganisation des Zentralrats der Muslime in Deutschland, dessen Vorstand er ebenfalls angehörte.
Borgfeldt konvertierte 1962 zum Islam und lebt in Lützelbach.
Er studierte den Islam in Sudan und Medina (Saudi-Arabien). Er begann seine Arbeit im Islamischen Zentrum Aachen und gründete 1982 das Haus des Islam in Lützelbach (HDI) und war 1994 Mitbegründer der Muslimischen Jugend in Deutschland (MJD).
Borgfeldt ist ein Pionier des deutschsprachigen Islam und organisierte Zeltlager nach dem Vorbild der Pfadfinder für Kinder und Jugendliche, sowie Wallfahrten nach Mekka und Medina. Er lebte vom Handel mit Parfümölen.
Er ist Mitglied im Europäischen Rat für Fatwa und Forschung (ECFR) mit Sitz in Dublin.